# 銭形平次 (北大路欣也)
北大路欣也主演『銭形平次』（ぜにがたへいじ）は、1991年から1998年まで毎週水曜20時にフジテレビで放映された時代劇シリーズである。

## 概要
大川橋蔵主演で18年888回のロングラン作品となった『銭形平次』の終了から5年後、同じスタッフによって単発作品として制作したところ、好評を博し、かつての『平次』と同じ水曜夜8時という時間帯でレギュラー化された。橋蔵の息子である丹羽貞仁やかつての八五郎役・林家珍平の起用など、橋蔵シリーズのオマージュが随所に散りばめられている。
- 時代劇スペシャル「銭形平次」（1990年7月11日）

全7シリーズ、全88話
- 第1シリーズ（1991年）全18話
- 第2シリーズ（1992年）全17話
- 第3シリーズ（1993年）全17話
- 第4シリーズ（1994年）全16話
- 第5シリーズ（1995年）全10話
- 第6シリーズ（1997年）全5話
- 第7シリーズ（1998年）全5話

## スタッフ
- 原作：野村胡堂
- 企画：能村庸一(フジテレビ)、加藤貢
- プロデューサー：河野雄一（第1シリーズ・第2シリーズ）、高橋松徳（第3シリーズ）、平野毅（第4シリーズ）、遠藤龍之介（第5シリーズ〜第7シリーズ）、上阪久和、西渕憲司、小嶋雄嗣（第5シリーズ〜第7シリーズ）
- 脚本：野上龍雄、大野靖子、安倍徹郎、中村勝行、福田善之、大久保昌一良、永原秀一、日暮裕一、峯尾基三、田上雄、保利吉紀、ちゃき克彰、林企太子、中村努、本田英郎、志村正浩、国弘威雄、安藤文雄、上岡一美、田村惠、望木俔東子
- 音楽：津島利章[1]
- 殺陣：谷明憲
- 監督：原田雄一、斎藤光正、鈴木秀雄、上杉尚祺
- 制作：フジテレビ、東映

## 主題歌
「銭形平次」
- 作詞：関沢新一
- 作曲：安藤実親
- 編曲：津島利章
- 唄：北大路欣也（徳間ジャパン）

## キャスト
- 銭形平次：北大路欣也
- お静：真野あずさ
- 八五郎：三波豊和
- 保科源次郎：三浦浩一
- 清吉：山西道広
- 菊村数馬：丹羽貞仁
- 藤田勇之進：伊東貴明
- 番太：林家珍平、城後光義
- 笹野新三郎：神山繁
- 並木藤兵衛：中村梅之助（特別出演）
- 三の輪の万七：伊東四朗

## ゲスト

### 時代劇スペシャル「銭形平次」
- 夏夕介、加納竜、山本みどり、安永亜衣、出光元、曾我廼家文童、千波丈太郎、堀田真三、高橋長英、高松英郎、佐藤慶

### 第1シリーズ
| 話数   | タイトル                    | ゲスト |
| ------ | --------------------------- | --- |
| 第1話  | 「九尾の狐 スペシャル」     | 水島かおり、加納竜、亀石征一郎、宮口二郎、楠年明、 花沢徳衛、笹木俊志、宮城幸生、前川恵美子、河本忠夫、 司裕介、藤沢慎介、伊集院八朗、滝野貴之、細谷千絵、谷口公洋、江原真二郎 |
| 第2話  | 「茶室の殺人」              | 西山浩司、三浦リカ、佐野浅夫、成瀬正孝、原田千枝子、 志乃原良子、舞小雪、田井克幸、稲泉智万、加藤三彦、 中川峰男、太田和余、分寺裕美、神原千恵、宮崎嗣久                       |
| 第3話  | 「花嫁の幽霊」              | 加茂さくら、倉沢淳美、三ツ木清隆、武井三二、松島ゆみこ、 保坂亜耶、西村陽一、小船秋夫、重見成人、青木哲也、松宮信男                                                            |
| 第4話  | 「まんじ鍵」                | 新田昌玄、綿引勝彦、長谷川明男、奥村公延、近松麗江、松本友里 |
| 第5話  | 「二人の牝狐」              | 蜷川有紀、坂上忍、深水三章、佐野アツ子、志喜屋文、 北町嘉朗、豊川博子、芝本正、江並隆、谷口高史                                                                                |
| 第6話  | 「おとぎ話の殺人」          | 北原佐和子、左右田一平、菅貫太郎、大橋吾郎、福田豊土、絵沢萠子、うえだ峻 |
| 第7話  | 「呪いのわら人形」          | 河原崎長一郎、菊地陽子、伊藤高、江藤漢、中村彰男、檜よしえ、大林菜穂子、垂水悟郎                                                                                               |
| 第8話  | 「証言の秘密」              | 神崎愛、沢竜二、河原崎次郎、森幹太、桂川京子、遠山金次郎 |
| 第9話  | 「蛇の目傘の女」            | 南條玲子、大出俊、田口計、早川雄三、近藤準、青山美恵子 |
| 第10話 | 「右の腕」                  | 余貴美子、荒木しげる、佐藤恵利、鈴川法子、中村錦司、 有島淳平、司裕介、石井洋充、越坂英生、中西勇太、太田和余                                                                  |
| 第11話 | 「水底の鐘」                | 奥田圭子、楠侑子、青木義朗、守田比呂也、西山嘉孝、 大木晤郎、五十嵐義弘、畑中伶一、藤長照夫、江原政一、田辺ひとみ、西村麻未、木下通博                                          |
| 第12話 | 「土蔵の中」                | 加納みゆき、夏夕介、近松麗江、下塚誠、佐竹明夫、結城めぐみ、峰蘭太郎 |
| 第13話 | 「大捕物」                  | 山口果林、横光克彦、三上真一郎、福本清三、遠藤真理子、 志乃原良子、細川純一、竹村愛美、波多野博、伊集院八朗、木村美季                                                          |
| 第14話 | 「盗まれた仏像」            | 高岡健二、吉川十和子、中野誠也、山本紀彦、佐野圭亮、玉川伊佐男、井上博一、高峰圭二                                                                                             |
| 第15話 | 「涙の殺人者」              | 若林志穂、高橋長英、遠藤征慈、木谷邦臣、松原健司、星野美恵子、富永佳代子 |
| 第16話 | 「十二人の盗賊」            | 長山洋子、栗田陽子、樋浦勉、南条弘二、でんでん、穂高稔、鈴川法子、遠山金次郎                                                                                                   |
| 第17話 | 「二度消えた千両箱」        | 土田早苗、丹波義隆、頭師孝雄、高梨亜矢、弓恵子、野中マリ子、丹古母鬼馬二 |
| 第18話 | 「ギヤマンの謎 スペシャル」 | 片平なぎさ、内藤剛志、左時枝、出光元、下元勉、立川三貴、高城淳一、山崎美貴、火野正平                                                                                           |

### 第2シリーズ
| 話数   | タイトル                    | ゲスト |
| ------ | --------------------------- | --- |
| 第1話  | 「黒衣の笛 スペシャル」     | 梶芽衣子、金田龍之介、御木本伸介、中井啓輔、 浜田晃、亀石征一郎、園田裕久、峰蘭太郎、福本清三、鈴川法子                                       |
| 第2話  | 「夢の中の殺人」            | 北原佐和子、鶴田忍、鷲生功、近松麗江、 頭師佳孝、小鹿番、穂高稔、崎津隆介、楠年明                                                             |
| 第3話  | 「家元の死」                | 杉田かおる、青山裕一、三浦リカ、青山美恵子、 井上高志、常泉忠通、市原清彦、北見唯一、上野秀年、武田京子                                       |
| 第4話  | 「消えたロウソク」          | 吉野真弓、堀広道、沢井孝子、森章二、早川研吉、坂本和子、宮本毬子、川浪公次郎                                                                  |
| 第5話  | 「二重の鍵」                | 小林綾子、長谷川明男、古藤芳治、趙方豪、佐竹明夫、 森章二、岡部征純、清水幹雄、上野淳、武井三二                                               |
| 第6話  | 「遠い記憶」                | 余貴美子、夏夕介、荻島眞一、小野川公三郎、田辺ひとみ                                                                                          |
| 第7話  | 「真夜中の客」              | 中丸忠雄、栗田陽子、原田清人、伊藤高、谷口公洋、水上保広                                                                                      |
| 第8話  | 「幻の二万両」              | 丹波義隆、藤奈津子、出光元、工藤堅太郎、丹古母鬼馬二、岩尾正隆、魁三太郎、五味龍太郎                                                          |
| 第9話  | 「がい骨の予言」            | 菅貫太郎、高川裕也、田中浩、根岸一正、加藤由美、伊庭剛                                                                                        |
| 第10話 | 「まぼろしの女 スペシャル」 | 叶和貴子、水島かおり、加納竜、穂積隆信、青木義朗                                                                                              |
| 第11話 | 「一度死んだ女」            | 山口果林、伊吹剛、伊藤美由紀、草薙良一、うえだ峻、高峰圭二                                                                                    |
| 第12話 | 「長者屋敷の秘密」          | 石原良純、塚田きよみ、海津亮介、小林勝彦、石山輝夫、外山高士、早川雄三                                                                        |
| 第13話 | 「油まみれの死体」          | 五十嵐いづみ、佐野アツ子、遠藤征慈、小田薫、大竹修造、中尾麻祐子、前川恵美子                                                                  |
| 第14話 | 「顔のない盗賊」            | 南條玲子、南条弘二、橋本功、守田比呂也、森下鉄朗、 矢部義章、鈴木修平、波多野博、志茂山高也、小峰隆司、荒木恵美、富永佳代子、加藤三彦         |
| 第15話 | 「封印の罠」                | 高松英郎、鈴鹿景子、小林かおり、本郷直樹、諸角憲一、千波丈太郎、松村康世                                                                      |
| 第16話 | 「疑惑の影」                | 近松麗江、岩本千春、左右田一平、井上昭文、冷泉公裕、 原康義、新井昌和、志乃原良子、田辺ひとみ                                                 |
| 第17話 | 「追われる男」              | 友里千賀子、辻沢杏子、河原崎建三、堀内正美、広瀬義宣、 宮城幸生、星野美恵子、広岡正平、木谷邦臣、浅田祐二、和歌林三津江、遠山金次郎、小泉敏生 |

### 第3シリーズ
| 話数   | タイトル                  | ゲスト |
| ------ | ------------------------- | --- |
| 第1話  | 「暗闇の婚礼 スペシャル」 | 松村雄基、立花理佐、大出俊、立川三貴、鈴川法子、 立原ちえみ、山崎杏奈、冷泉公裕                               |
| 第2話  | 「死霊のお告げ」          | 南條玲子、左時枝、穂積隆信、日下由美、石山律雄、 市村浩佑、諸角憲一、中村彰男、田辺ひとみ、遠山金次郎、桂米八 |
| 第3話  | 「雪の夜」                | 大場久美子、有沢妃呂子、絵沢萠子、早川雄三、桃山みつる、徳田興人、出光元                                      |
| 第4話  | 「炎の記憶」              | 戸川京子、高岡健二、福田豊土、頭師佳孝、岩尾正隆、木谷邦臣、細川純一、中川真由美                              |
| 第5話  | 「消えた花婿」            | 本田博太郎、塚田きよみ、常泉忠通、玉川伊佐男、せのおともあり、富永佳代子、石井洋充                            |
| 第6話  | 「落ちた天神花」          | 奥村公延、鷲生功、成瀬正孝、青木海(子役)、須永克彦、 宮本毬子、涌田明子、和泉敬子、上野秀年、山口雄大         |
| 第7話  | 「出刃を砥ぐ女」          | 能登要、御木本伸介、鈴鹿景子、海津亮介、山本清、荒木雅子、山口朱美、峰蘭太郎                                  |
| 第8話  | 「覗かれた手紙」          | 未來貴子、新田純一、三上真一郎、佐藤仁哉、坂本和子、加藤貴子                                                  |
| 第9話  | 「夜歩く」                | 杉田かおる、樋浦勉、山本昌平、徳田與人、石橋剣道、岩本多代                                                    |
| 第10話 | 「生きている死体」        | 青山美恵子、林家珍平、山口果林、吉野真弓、北町嘉朗、井上高志、豊川博子                                        |
| 第11話 | 「戦慄の矢」              | 風祭ゆき、田中雅子、志賀圭二郎、松村直美、藤坂有希、綿引勝彦                                                  |
| 第12話 | 「不運の夜」              | 辻沢杏子、磯部勉、塚本信夫、吉田次昭、草薙良一、福山象三、多賀勝一、山田吾一                                  |
| 第13話 | 「満月の夜の惨劇」        | 藤吉久美子、鶴田忍、石倉英彦、星野美恵子、福本清三、菅貫太郎                                                  |
| 第14話 | 「死の花嫁衣裳」          | 堀内正美、若林志穂、津村鷹志、高峰圭二、大竹修造、山口朱美、水上保広                                          |
| 第15話 | 「ひょうたん供養」        | 林家珍平、うじきつよし、伊藤美由紀、中井啓輔、園田裕久、 大木正司、松村康世、溝田繁、北見唯一                 |
| 第16話 | 「四人の容疑者」          | 友里千賀子、でんでん、木瓜みらい、佐藤輝、中田博久、 原口剛、江幡高志、武田京子、小峰隆司、高津住男           |
| 第17話 | 「赤い櫛」                | 北原佐和子、亀石征一郎、伊藤敏八、小沢象、守田比呂也、 遠山金次郎、上野秀年、鈴川法子、田辺ひとみ、及川佳奈   |

### 第4シリーズ
| 話数   | タイトル                | ゲスト |
| ------ | ----------------------- | --- |
| 第1話  | 「夜歩き観音」          | 佳那晃子、川合伸旺、岡部征純、宮口二朗、北見唯一、徳田興人、福本清三、峰蘭太郎、下川辰平                                                                                     |
| 第2話  | 「吉凶ちょうちん」      | 鷲生功、佐藤忍、園田裕久、守田比呂也、左時枝、御木本伸介 |
| 第3話  | 「呪われた女」          | 水島かおり、安藤一夫、高城淳一、柴田侊彦、松井紀美江、 岩尾正隆、疋田泰盛、木谷邦臣、池田謙治、泉好太郎、遠山金次郎、河合綾子、絵衣良子                                      |
| 第4話  | 「喪服の花嫁」          | 城後光義、八木小織、深水三章、加藤純平、青山知可子、 加藤由美、伊東達広、佐竹明夫、浅田祐二                                                                                  |
| 第5話  | 「最後の賭け」          | 神保美喜、鶴田忍、江藤漢、玉川伊佐男、高峰圭二、 溝田繁、峰蘭太郎、高並功、川浪公次郎、鈴川法子、山村嵯都子、赤羽美香、濱野智紗都                                            |
| 第6話  | 「四番目の男」          | 高津住男、河原崎建三、石山律雄、新垣あや、深見亮介、 豊川博子、武田京子、遠山金次郎、丹羽美奈子                                                                              |
| 第7話  | 「鏡の向う側」          | 坂上香織、志村東吾、古柴香織、樋浦勉、西沢利明、うえだ峻、 青山美恵子、春やすこ、前川恵美子、西岡ちあき、彩花千尋、宮本浩光                                                  |
| 第8話  | 「百鬼夜行 スペシャル」 | 美保純、深江章喜、加地健太郎、佐藤直子、前野有香、前川恵美子、星野美恵子 |
| 第9話  | 「殺しの絵図」          | 新克利、岩本千春、野口貴史、石倉英彦、日高久、小峰隆司、 加藤三彦、大出俊、中丸忠雄、富永佳代子、矢部義章、司裕介、八神辰之介                                                |
| 第10話 | 「お静の秘密」          | 小林勝彦、不破万作、木瓜みらい、堀田真三、松村康世、 芝本正、井上茂、小船秋夫、藤坂有希、分寺裕美、伊集院八朗                                                                |
| 第11話 | 「奇妙な約束」          | 南條玲子、佐藤仁哉、金内喜久夫、北村晃一、多賀勝一、五十嵐義弘、西岡ちあき、土屋嘉男                                                                                         |
| 第12話 | 「幽霊からの手紙」      | 松永麗子、深水三章、大村波彦、長谷川弘、藤江リカ、 星野美恵子、神原千恵、曽木亜古弥、上野秀年、西村香織、絵衣良子、高橋長英                                                  |
| 第13話 | 「真昼の悪夢」          | 若菜孝史、市丸和代、伊藤敏八、内田勝正、吉田次昭、 檜よしえ、湖条千秋、北見唯一、伊集院八朗、谷口高史、 鈴川法子、東孝、香住美弥子、稲垣陽子、大林菜穂子、富永礼子、川口心佳 |
| 第14話 | 「偽りの過去」          | 山口果林、速水亮、鈴鹿景子、常泉忠通、冷泉公裕、 宮城幸生、宮本浩光、重見成人、福本清三、小泉敏生、上田こずえ                                                                |
| 第15話 | 「刑場の花嫁」          | 五十嵐いづみ、田中隆三、三浦リカ、井上高志、疋田泰盛、 藤沢徹夫、白井滋郎、山村嵯都子、松村直美、谷口靖子                                                                    |
| 第16話 | 「消えた凶器」          | 中村梅雀、栗田よう子、塚田きよみ、佐野アツ子、村上理子、 福本清三、有川正治、江口ひとみ、山田良樹、山田麻起子、藤坂有希                                                      |

### 第5シリーズ
| 話数   | タイトル                    | ゲスト |
| ------ | --------------------------- | --- |
| 第1話  | 「消えた弁財天 スペシャル」 | 市毛良枝、大出俊、松橋登、有沢妃呂子、深江卓次、 鈴川法子、楠年明、石橋蓮司、峰蘭太郎、児玉謙次、 伊集院八朗、有川正治、勇家寛子                                |
| 第2話  | 「招かれざる客」            | 一色彩子、ベンガル、中島久之、小沢象、久富惟晴、 早川絵美、江原政一、村上峰吉、畑中伶一、疋田泰盛、有島淳平、爾乃芙代                                           |
| 第3話  | 「深夜の告白」              | 芦川よしみ、片岡弘貴、江角英明、浦野真彦、藤沢徹夫、 鈴川法子、峰蘭太郎、東孝、池田謙治、西山清孝、白井滋郎、松原健司                                           |
| 第4話  | 「疑惑の果て」              | 佳山まりほ、加納竜、丹波義隆、山本清、井上倫宏、 遠藤真理子、志賀圭二郎、波多野博、勇家寛子、加藤寛治、木下通博、野村千景                                       |
| 第5話  | 「隠された真実」            | 西田健、岩本千春、石井洋祐、立川三貴、丹古母鬼馬二、 佐藤京一、小野沢知子、村上理子、伊集院八朗、前川恵美子、稲垣陽子、有島淳平                                 |
| 第6話  | 「遠眼鏡の中の女」          | 橋本功、松澤一之、石田登星、花上晃、豊川博子、江口尚希、 草野由紀子、川浪公次郎、峰蘭太郎、鈴川法子、宮本浩光                                                   |
| 第7話  | 「危険な関係」              | 萩原流行、辻沢杏子、頭師孝雄、井上高志、松井紀美江、 塚本加成子、石倉英彦、泉知奈津、堀佳恵、伊集院八朗                                                         |
| 第8話  | 「暗黒街の女」              | 左時枝、中野誠也、成瀬正孝、椎谷建治、頭師佳孝、山田良隆、 杉山幸晴、畑中伶一、木谷邦臣、小川敏明、勇家寛子、波多野博、疋田泰盛、神原千恵、有島淳平、遠山金次郎 |
| 第9話  | 「祭りの夜」                | 山口粧太、古柴香織、佐渡稔、たかはし等、広瀬義宣、 高並功、小峰隆司、有島淳平、白井滋郎、上野秀年、山田麻起子、川口心佳、中村健人、梅野泰靖                     |
| 第10話 | 「過去からの告発」          | 江藤潤、栗田よう子、森繁久彌、坂西良太、赤城太郎、 中村彰男、吉野悠我、ひろみどり、有川正治                                                                     |

### 第6シリーズ
| 話数  | タイトル           | ゲスト |
| ----- | ------------------ | --- |
| 第1話 | 「呪いの花嫁井戸」 | 北原佐和子、鈴鹿景子、原田清人、冷泉公裕、井上倫宏、 北見唯一、泉知奈津、玉生司郎、河本忠夫、野村千景、山下慎司、細川純一、小川敏明           |
| 第2話 | 「煙の罠」         | 池畑慎之介、津村鷹志、北町嘉朗、松村康世、朝日完記、 疋田泰盛、柴田善行、西山清孝、高木英一、沢田真理子、丹羽美奈子、泉知奈津、山本容子       |
| 第3話 | 「風鈴の女」       | 姿晴香、高岡健二、西沢利明、中田浩二、寺田玲、井上高志、 波多野博、多賀勝一、西山清孝、松田吉博                                               |
| 第4話 | 「血文字の謎」     | 西田健、青山裕一、黒田隆哉、守田比呂也、村上理子、浅野美奈子、 山口朱美、宮本毬子、入江毅、細川純一、前川恵美子、上野秀年、山本容子、内藤武敏 |
| 第5話 | 「顔のない男」     | 塚田きよみ、睦五朗、小沢象、伊東達広、高峰圭二、大矢敬典                                                                                      |

### 第7シリーズ
| 話数  | タイトル                          | ゲスト |
| ----- | --------------------------------- | --- |
| 第1話 | 「赤い影」                        | 有沢妃呂子、河原崎次郎、小久保丈二、波多野博、峰蘭太郎、 田鍋謙一郎、中村金魚、白川浩二郎、田原美法、椿竜二、富永佳代子                                            |
| 第2話 | 「白い脅迫状」                    | 坂上香織、六浦誠、花上晃、寺下貞信、中西宣夫、稲垣陽子、 森兼万貴、山田良樹、壬生新太郎、勝見和也                                                                  |
| 第3話 | 「仮面の女」                      | 斉木しげる、中原果南、菊地陽子、伊庭剛、波多野博、 藤沢徹夫、浜崎涼子、藤澤慎介、浜田隆広、野々村仁、藤坂有希、江原政一、塩賀淳平                                  |
| 第4話 | 「残酷な遺言」                    | 南條玲子、遠藤征慈、住吉正博、岩尾正隆、大竹修造、 大木晤郎、宮本毬子、柴田善行、上田こずえ、窪田弘和                                                              |
| 第5話 | 「暗闇に消えた五千両 スペシャル」 | 若林豪、蜷川有紀、小林綾子、大出俊、鷲生功、石井英明、 伊集院八朗、藤澤慎介、辻本良紀、司祐介、木下通博、鈴川法子、 宮本萌美、前田萌絵、本山力、奥野公一、小船秋夫 |

## 放映ネット局
系列は当番組終了時（1998年3月）のもの。
| 放送対象地域  | 放送局             | 系列                                         | ネット形態              | 備考            |
| ------------- | ------------------ | -------------------------------------------- | ----------------------- | --------------- |
| 関東広域圏    | フジテレビ         | フジテレビ系列                               | 制作局                  |                 |
| 北海道        | 北海道文化放送     | フジテレビ系列                               | 同時ネット              |                 |
| 青森県        | 青森テレビ         | TBS系列                                      | 時差ネット              |                 |
| 岩手県        | 岩手めんこいテレビ | フジテレビ系列                               | 同時ネット              | 第1シリーズから |
| 宮城県        | 仙台放送           | フジテレビ系列                               | 同時ネット              |                 |
| 秋田県        | 秋田テレビ         | フジテレビ系列                               | 同時ネット              |                 |
| 山形県        | 山形テレビ         | テレビ朝日系列                               | 同時ネット              | 第2シリーズまで |
| 山形県        | さくらんぼテレビ   | フジテレビ系列                               | 同時ネット              | 第6シリーズから |
| 福島県        | 福島テレビ         | フジテレビ系列                               | 同時ネット              |                 |
| 山梨県        | 山梨放送           | 日本テレビ系列                               | 時差ネット              |                 |
| 新潟県        | 新潟総合テレビ     | フジテレビ系列                               | 同時ネット              |                 |
| 長野県        | 長野放送           | フジテレビ系列                               | 同時ネット              |                 |
| 静岡県        | テレビ静岡         | フジテレビ系列                               | 同時ネット              |                 |
| 富山県        | 富山テレビ         | フジテレビ系列                               | 同時ネット              |                 |
| 石川県        | 石川テレビ         | フジテレビ系列                               | 同時ネット              |                 |
| 福井県        | 福井テレビ         | フジテレビ系列                               | 同時ネット              |                 |
| 中京広域圏    | 東海テレビ         | フジテレビ系列                               | 同時ネット              |                 |
| 近畿広域圏    | 関西テレビ         | フジテレビ系列                               | 同時ネット              |                 |
| 鳥取県 島根県 | 山陰中央テレビ     | フジテレビ系列                               | 同時ネット              |                 |
| 岡山県 香川県 | 岡山放送           | フジテレビ系列                               | 同時ネット              |                 |
| 広島県        | テレビ新広島       | フジテレビ系列                               | 同時ネット              |                 |
| 山口県        | 山口放送           | 日本テレビ系列                               | 時差ネット              | [ 4 ]           |
| 徳島県        | 四国放送           | 日本テレビ系列                               | 時差ネット              |                 |
| 愛媛県        | テレビ愛媛         | フジテレビ系列                               | 同時ネット              |                 |
| 高知県        | 高知放送           | 日本テレビ系列                               | 時差ネット              | 第5シリーズまで |
| 高知県        | 高知さんさんテレビ | フジテレビ系列                               | 同時ネット              | 第6シリーズから |
| 福岡県        | テレビ西日本       | フジテレビ系列                               | 同時ネット              |                 |
| 佐賀県        | サガテレビ         | フジテレビ系列                               | 同時ネット              |                 |
| 長崎県        | テレビ長崎         | フジテレビ系列                               | 時差ネット → 同時ネット | [ 6 ]           |
| 熊本県        | テレビ熊本         | フジテレビ系列                               | 同時ネット              |                 |
| 大分県        | テレビ大分         | フジテレビ系列 日本テレビ系列                | 時差ネット              | [ 7 ]           |
| 宮崎県        | テレビ宮崎         | フジテレビ系列 日本テレビ系列 テレビ朝日系列 | 同時ネット              |                 |
| 鹿児島県      | 鹿児島テレビ       | フジテレビ系列                               | 時差ネット → 同時ネット | [ 8 ]           |
| 沖縄県        | 沖縄テレビ         | フジテレビ系列                               | 同時ネット              |                 |

## 前後番組
| フジテレビ系 水曜20時台     | フジテレビ系 水曜20時台                 | フジテレビ系 水曜20時台         |
| 前番組                      | 番組名                                  | 次番組                          |
| --------------------------- | --------------------------------------- | ------------------------------- |
| 岡っ引どぶ（全7話）         | 銭形平次(北大路・第1シリーズ)           | 仕掛人・藤枝梅安（全5話）       |
| 風車の浜吉捕物綴            | 銭形平次(北大路・第2シリーズ)           | 鬼平犯科帳（第4シリーズ）       |
| 鬼平犯科帳（第4シリーズ）   | 銭形平次(北大路・第3シリーズ)           | 八丁堀捕物ばなし（第1シリーズ） |
| 鬼平犯科帳（第5シリーズ）   | 銭形平次(北大路・第4シリーズ)           | 御家人斬九郎（第1シリーズ）     |
| 御家人斬九郎（第1シリーズ） | 銭形平次(北大路・第5シリーズ)           | 鬼平犯科帳（第6シリーズ）       |
| 鬼平犯科帳（第7シリーズ）   | 銭形平次(北大路・第6シリーズ)           | 御家人斬九郎（第3シリーズ）     |
| 御家人斬九郎（第3シリーズ） | 銭形平次(北大路・ファイナル第7シリーズ) | さらば鬼平犯科帳                |